# Mistrzostwa Europy w Judo 1986
34. Mistrzostwa Europy w Judo odbyły się w 1986 roku. Zawody mężczyzn odbyły się w dniach 8–11 maja w Belgradzie, a kobiety rywalizowały w dniach 15–16 marca w Londynie. Finałowy turniej drużynowy rozegrano 4 października w Nowym Sadzie.

## Klasyfikacja medalowa
| Miejsce | Państwo         |    |    |    | Razem |
| ------- | --------------- | -- | -- | -- | ----- |
| 1       | Francja         | 5  | 2  | 9  | 16    |
| 2       | Holandia        | 3  | 1  | 1  | 5     |
| 3       | Wielka Brytania | 2  | 3  | 2  | 7     |
| 4       | Węgry           | 2  | 0  | 1  | 3     |
| 5       | RFN             | 1  | 4  | 4  | 9     |
| 6       | Austria         | 1  | 4  | 1  | 6     |
| 7       | Belgia          | 1  | 1  | 1  | 3     |
| 8       | NRD             | 1  | 1  | 1  | 3     |
| 9       | Polska          | 1  | 0  | 6  | 7     |
| 10      | ZSRR            | 1  | 0  | 3  | 4     |
| 11      | Włochy          | 0  | 1  | 3  | 4     |
| 12      | Hiszpania       | 0  | 1  | 0  | 1     |
| 13      | Czechosłowacja  | 0  | 0  | 1  | 1     |
| .       | Szwecja         | 0  | 0  | 1  | 1     |
| .       | Szwajcaria      | 0  | 0  | 1  | 1     |
| .       | Jugosławia      | 0  | 0  | 1  | 1     |
| Razem   | Razem           | 18 | 18 | 36 | 72    |

## Medaliści

### Mężczyźni
| Konkurencja: | Złoto: | Srebro: | Brąz: |
| −60kg        | József Csák | Peter Jupke | Patrick Roux Chazriet Tleceri |
| −65kg        | Jurij Sokołow | Joachim Brenner | Marc Alexandre Janusz Pawłowski |
| −71kg        | Bertalan Hajtós | Kerrith Brown | Wiesław Błach Ezio Gamba |
| −78kg        | Frank Wieneke | Marcel Pietri | Waldemar Legień Ramon Pink |
| −86kg        | Peter Seisenbacher | Ben Spijkers | Fabien Canu János Gyáni |
| −95kg        | Robert Van de Walle | Roger Vachon | Jerzy Kolanowski Jiří Sosna |
| ponad 95kg   | Willy Wilhelm | Henry Stöhr | Grigorij Wiericzew Clemens Jehle |
| Open         | Henry Stöhr | Peter Seisenbacher | Roger Vachon Grigorij Wiericzew |
| Drużynowo    | Francja · Patrick Roux · Jean-Pierre Hansen · Marc Alexandre · Michel Nowak · Fabien Canu · Roger Vachon · Christian Vachon · (Marcel Pietri) · | Austria · Manfred Hiptmaier · Norbert Wiesner · Manfred Hoelzler · Peter Reiter · Thomas Haasmann · Manfred Reiter · Martin Kolbl · | Jugosławia · Jozef Detari · Dragan Ciganovic · Jovan Pejcic · Jovan Zivkovic · Srdjan Matevic · Stanko Anderle · Slavo Stanisic · RFN · Peter Jupke · Joachim Brenner · Steffen Stranz · Roland Schell · Marc Meiling · Alexander von der Groeben |

### Kobiety
| Konkurencja: | Złoto: | Srebro: | Brąz: |
| −48kg        | Karen Briggs | Dolores Veguillas | Fabienne Boffin Anita van der Pas |
| −52kg        | Dominique Brun | Edith Hrovat | Joanna Majdan Loretta Doyle |
| −56kg        | Béatrice Rodriguez | Domenica Soraci | Maria Gontowicz Ann Hughes |
| −61kg        | Diane Bell | Ann De Brabandere | Céline Géraud Gabriele Ritschel |
| −66kg        | Brigitte Deydier | Alexandra Schreiber | Elisabeth Karlsson Cristina Fiorentini |
| −72kg        | Irene de Kok | Barbara Claßen | Laetitia Meignan Ingrid Berghmans |
| ponad 72kg   | Beata Maksymow | Sandra Bradshaw | Isabelle Paque Regina Sigmund |
| Open         | Irene de Kok | Roswitha Hartl | Christine Cicot Karin Kutz |
| Drużynowo    | Francja · Cécile Nowak · Dominique Maaoui-Brun · Catherine Arnaud · Céline Géraud · Michèle Lionnet · Laetitia Meignan · Isabelle Paque · | Wielka Brytania · Anisah Mohamoodally · Loretta Doyle · Claire Shiach · Ann Hughes · Dawn Netherwood · Joanne Spinks · | Austria · Barbara Eck · Susanne Profanter · Petra Profanter · Marianne Moser Reiterer · Gabriele Wellan · Marianne Promegger · Johanna Kuecher · Włochy · Giovanna Tortora · Alessandra Giungi · Laura Zimbaro · Laura Di Toma · Cristina Fiorentini · Emanuela Pierantozzi · Maria Teresa Motta |